# Dicranomyia auranticolor
Dicranomyia auranticolor är en tvåvingeart som först beskrevs av Alexander 1978.  Dicranomyia auranticolor ingår i släktet Dicranomyia och familjen småharkrankar.
Artens utbredningsområde är Bolivia. Inga underarter finns listade i Catalogue of Life.